# Одметник Џози Велс
Одметник Џози Велс (енгл. The Outlaw Josey Wales) је вестерн Клинта Иствуда из 1976. У главним улогама су Клинт Иствуд, Поглавица Ден Џорџ и Сондра Лок.

## Радња
САД у хаосу Грађанског рата. Мирни и радишни фармер са Југа Џосеј Валес се брине за своју породицу не слутећи што га чека. Војници Уније звани Ред Легс предвођени окрутним Терилом опљачкају Валесову фарму, побију породицу и спале кућу. Преживевши напад он се укључи у војску Конфедерације. По завршетку рата одбија да се са својим заповедником Флетчером преда победничкој северњачкој страни. Постаје одметник... Власти шаљу војнике на челу са Терилом, човеком који је убио његову породицу, да га пронађу и заробе...

## Улоге
| Глумац             | Улога         |
| ------------------ | ------------- |
| Клинт Иствуд       | Џози Велс     |
| Поглавица Ден Џорџ | Лон Воти      |
| Сондра Лок         | Лора Ли       |
| Бил Макини         | капетан Терил |
| Џон Вернон         | Флечер        |
| Пула Труман        | Бака Сара     |
| Сем Ботомс         | Џејми         |
| Џералдина Кимс     | Мала Месечина |
| Вудроу Парфри      | Торбар        |
| Џојс Џејмсон       | Роуз          |

## Занимљивост
Филм је још у време снимања добио (не)жељени публицитет, јер је Иствуд заменио првобитног режисера Филипа Кауфмана и тако пети пут у каријери сео у режисерску столицу.

## Зарада
- Зарада у САД - 31.800.000 $

## Награде
- Номинован је за Оскара у категорији најбоље музике заслугом композитора Џерија Фиелдинга.[2]